# سكوت تومسون بيكر
سكوت تومسون بيكر (بالإنجليزية: Scott Thompson Baker)‏ هو ممثل أمريكي، ولد في 15 سبتمبر 1960 في الولايات المتحدة. اشتهر بأدوار: كولتون شور في مسلسل "المستشفى العام" على قناة ABC النهارية (من 1988 إلى 1991)، وكريغ لوسون في مسلسل "كل أطفالي" على قناة ABC النهارية (من 1991 إلى 1992)، وكونور ديفيس في مسلسل "ذا بولد أند ذا بيوتيفول" على قناة CBS النهارية (من 1993 إلى 1998، 2000، 2002، 2005). كما لعب دورًا متكررًا بشخصية برايان ألكسندر في مسلسل "سافانا" على قناة WB (1996).

## وصلات خارجية
- سكوت تومسون بيكر على موقع IMDb (الإنجليزية)
- سكوت تومسون بيكر على موقع قاعدة بيانات الفيلم (الإنجليزية)